# Osvaldo Desideri
Osvaldo Desideri (Roma, 16 de fevereiro de 1939 – 18 de outubro de 2023) foi um diretor de arte italiano. Venceu o Oscar de melhor direção de arte na edição de 1988 por The Last Emperor, ao lado de Ferdinando Scarfiotti e Bruno Cesari.

## Filmografia

### Designer de produção
- Paura in città (1976), dirigido por Giuseppe Rosati
- Vacanze di Natale '90 (1990), dirigido por Enrico Oldoini
- Verso sera (1990), dirigido por Francesca Archibugi
- Vacanze di Natale '91 (1991), dirigido por Enrico Oldoini
- Ci vediamo in tribunale (1996), Tv, dirigido por Domenico Saverni
- Sotto il cielo dell'Africa (1998), serie Tv, dirigido por Ruggero Deodato
- Fantozzi 2000 - La clonazione (1999), dirigido por Domenico Saverni
- Shaka Zulu: The Citadel (2001), Tv,
- Texas 46 (2002), dirigido por Giorgio Serafini
- Il pianista (2002), dirigido por Jean-Pierre Roux
- Gli indesiderabili (2003), dirigido por Pasquale Scimeca
- Per sempre (2003), dirigido por Alessandro Di Robilant
- La passione di Giosué l'Ebreo (2005), dirigido por Pasquale Scimeca
- L'uomo della carità (2007), Tv, dirigido por Alessandro Di Robilant
- Senza via d'uscita - Un amore spezzato (2007), Tv, dirigido por Giorgio Serafini
- Il maresciallo Rocca (2008), episodio Il maresciallo Rocca e l'amico d'infanzia
- Artemisia Sanchez (2008), dirigido por Ambrogio Lo Giudice, episodio 1.1 a 1.4
- Al di là del lago (2009), serie Tv (episodio sconosciuti)
- I bambini della sua vita (2010), dirigido por Peter Marcias
- Fatten Her (2011)

### Arquiteto-cenógrafo
- Quelle strane occasioni (1976), dirigido por Luigi Comencini, Nanni Loy e Luigi Magni (segmento L'Ascensore)
- Il camorrista (1986), dirigido por Giuseppe Tornatore
- Sognando la California (1992), dirigido por Carlo Vanzina
- Cominciò tutto per caso (1993), dirigido por Umberto Marino
- Noi siamo angeli (1997), 5 episódios:
  - Polvere
  - La fortuna piove dal cielo
  - In cerca dell'Eldorado
  - Finalmente si vola
  - Due facce da galera
- Senza via d'uscita - Un amore spezzato (2007), Tv, dirigido por Giorgio Serafini
- Al di là del lago (2009), serie Tv (episodio sconosciuti)

### Designer
- Il conformista (1970), dirigido por Bernardo Bertolucci
- Tre donne (1971), dirigido por Alfredo Giannetti:
  - La sciantosa
  - 1943: Un incontro
  - L'automobile
- Correva l'anno di grazia 1870 (1971), dirigido por Alfredo Giannetti
- Il portiere di notte (1974), dirigido por Liliana Cavani
- Mio Dio, come sono caduta in basso! (1974), dirigido por Luigi Comencini
- Professione: reporter (1975), dirigido por Michelangelo Antonioni
- Fantozzi (1975), dirigido por Luciano Salce
- Il messia (1975), dirigido por Roberto Rossellini
- Salò o le 120 giornate di Sodoma (1975), dirigido por Pier Paolo Pasolini
- Todo modo (1976), dirigido por Elio Petri
- Al di là del bene e del male (1977), dirigido por Liliana Cavani
- Lo chiamavano Bulldozer (1978), dirigido por Michele Lupo
- Piedone d'Egitto (1980), dirigido por Adriano Bolzoni
- Io e Caterina (1980), dirigido por Alberto Sordi
- Occhio alla penna (1981), dirigido por Michele Lupo
- Bomber (1982), dirigido por Michele Lupo
- Non ci resta che piangere (1985), dirigido por Roberto Benigni e Massimo Troisi
- Segreti segreti (1985), dirigido por Giuseppe Bertolucci
- Mamba (1988), dirigido por Mario Orfini
- Vacanze di Natale '90 (1990), dirigido por Enrico Oldoini
- Vacanze di Natale '91 (1991), dirigido por Enrico Oldoini
- Cominciò tutto per caso (1993), dirigido por Umberto Marino
- Fantozzi 2000 - La clonazione (1999), dirigido por Domenico Saverni
- Per sempre (2003), dirigido por Alessandro Di Robilant
- La passione di Giosué l'Ebreo (2005), dirigido por Pasquale Scimeca
- L'uomo della carità (2007), Tv, dirigido por Alessandro Di Robilant
- Senza via d'uscita - Un amore spezzato (2007), Tv, dirigido por Giorgio Serafini
- Il maresciallo Rocca (2008), episodio Il maresciallo Rocca e l'amico d'infanzia
- Artemisia Sanchez (2008), dirigido por Ambrogio Lo Giudice, episodio 1.1 a 1.4
- Al di là del lago (2009), serie Tv, (episodio sconosciuti)
- I bambini della sua vita (2010), dirigido por Peter Marcias

### Departamento de Arte
- Femmine insaziabili (1969), dirigido por Alberto De Martino (assistente de cenografia)
- Morte a Venezia (1971), dirigido por Luchino Visconti (assistente de cenografia)
- Quando gli uomini armarono la clava e... con le donne fecero din don (1971), dirigido por Bruno Corbucci (cenógrafo)
- Che cosa è successo tra mio padre e tua madre? (1972), dirigido por Billy Wilder (assistente de direção de arte)
- I nuovi mostri (1977), dirigido por Dino Risi, Mario Monicelli ed Ettore Scola (assistente de direção de arte)
- Occhio alla penna (1981), dirigido por Michele Lupo (cenógrafo)
- Fuga dall'arcipelago maledetto (1982), dirigido por Antonio Margheriti (assistente de direção artística)
- C'era una volta in America (1984), dirigido por Sergio Leone (cenógrafo)
- L'ultimo imperatore (1987), dirigido por Bernardo Bertolucci (cenógrafo)
- Il giovane Toscanini (1988), dirigido por Franco Zeffirelli (designer de interiores)
- Il sole anche di notte (1990), dirigido pelos irmãos Taviani (cenógrafo)
- L'educazione di Giulio (2000), dirigido por Claudio Bondi (diretor artístico chefe)
- The Piano Player (2002), dirigido por Jean-Pierre Roux (cenógrafo)